# Oğulcan Yatgın
Oğulcan Yatgin (ur. 28 kwietnia 1997 w Ankarze) – turecki siatkarz, grający na pozycji rozgrywającego, reprezentant kraju. 
Pod koniec maja 2024 roku poślubił turecką siatkarkę Eylül Akarçeşme.

## Sukcesy klubowe
Puchar Turcji:
- 2017[5], 2019[6], 2021

Mistrzostwo Turcji:
- 2019[7], 2023[8]
- 2017, 2022[9], 2024[10]

Superpuchar Turcji:
- 2017[11], 2022[12], 2023[13]

## Sukcesy reprezentacyjne
Liga Europejska:
- 2019[14]
- 2018